# Hugh Allan
Hugh Allan OPraem (ur. 3 sierpnia 1976 w Hatfield) – angielski prezbiter rzymskokatolicki posługujący na Falklandach, norbertanin, w latach 2016–2024 administrator apostolski Falklandów oraz superior wysp św. Heleny, Wniebowstąpienia i Tristan da Cunha.